# بلا بکشی
بلا بِکِشی (مجاری: Békessy Béla; ۱۶ نوامبر ۱۸۷۵ – ۶ ژوئیهٔ ۱۹۱۶) ورزشکار شمشیربازی اهل مجارستان بود.
وی در مسابقات کشوری و بین‌المللی در مجموع برندهٔ ۱ مدال نقره شده‌است.